# 5-й гвардійський кавалерійський корпус (СРСР)
5-й гварді́йський кавалері́йський Донськи́й Будапе́штський Червонопра́порний коза́цький ко́рпус — оперативно-тактичне військове об'єднання в складі ЗС СРСР періоду Другої Світової війни.

## Бойовий шлях
Корпус був сформований за наказом Ставки ВГК 19 листопада 1942 року у Північній групі військ Закавказького фронту в районі Кизляра (Дагестан). Завданням новосформованого корпусу було спільно з іншими частинами Північної групи військ завдати ударів по ворогу й розгромити моздоцьке та алагірське угруповання ворога. Вперше брав участь у боях з ворогом на початку грудня 1942 року у складі військ Закавказького фронту на моздоцькому напрямку, де, уникаючи удару супротивника по своєму правому фланзі, був вимушений відступити.
Директивою Ставки ВГК № 30026 від 24 січня 1943 року корпус включений до складу військ новоствореного Північно-Кавказького фронту. У бойових операціях по звільненню Північного Кавказу та східних областей України у січні-травні 1943 року корпус діяв спільно з іншими з'єднаннями Північно-Кавказького, а згодом — Південного фронтів.
Директивою Ставки ВГК № 46134 від 27 квітня 1943 року корпус включається до складу військ Степового військового округу. Директивою Ставки ВГК № 46182 від 29 травня 1943 року корпус передислоковується своїм ходом у район Митрофанівка, Новомарковка, Кантемирівка (термін зосередження — 6 червня 1943 р.).
Директивою Ставки ВГК № 46196 від 9 липня 1943 року корпус увійшов до складу новоствореного Степового фронту.
Директивою Ставки ВГК № 30150 від 16 липня 1943 року корпус виведений до резерву Ставки ВГК в районі зосередження.
Восени 1943 року у складі 4-го Українського фронту бере участь у прориві ворожих укріплень по річці Міус, у боях під Мелітополем та Каховкою, звільняє Волноваху й Гуляйполе.
Наприкінці грудня 1943 року 5-й гвардійський кавкорпус увійшов до складу 2-го Українського фронту й, здійснивши 700-кілометровий марш, 19 січня 1944 року зосередився західніше Знам'янки для участі у Корсунь-Шевченківській операції. Протягом січня-лютого у складі військ 2-го Українського фронту бере участь в оточенні та знищенні корсунь-шевченківського угруповання супротивника.
У другій половині березня 1944 року 5-й гвардійський кавкорпус бере участь в Умансько-Ботошанській операції, у ході якої частини корпусу здійснюють рейд у південному напрямку й, зламавши опір ворога, виходять на річку Південний Буг поблизу Первомайська. Згодом частини корпусу переправляються через Дністер і зосереджуються в районі Христичь, Баркань, Воловіца маючи завданням розвинути удар військ правого крила 4-ї гвардійської армії, вирватися вперед у напрямку Распопени, Скорцени й стрімко продовжувати наступ на південь, у напрямку Оргієва.
20 серпня 1944 року корпус був об'єднаний з 23-м танковим корпусом у кінно-танкову групу генерала Горшкова для участі у Яссько-Кишинівській операції. 19 жовтня 1944 року наказом командуючого 2-м Українським фронтом кінно-танкова група генерала Горшкова увійшла до складу кінно-механізованої групи генерала Плієва, де перебувала до кінця жовтня.
Директивою Генерального Штабу ЗС СРСР № Орг/1/118 від 6 травня 1946 року корпус переформований у 5-у гвардійську кавалерійську дивізію.

## Склад
- 11-а гвардійська кавалерійська дивізія
- 12-а гвардійська кавалерійська дивізія
- 63-я кавалерійська дивізія
- 150-й гвардійський винищувально-протитанковий артилерійський полк
- 9-й гвардійський мінометний полк (РС)
- 1896-й самохідний артилерійський полк
- 585-й гвардійський зенітно-артилерійський полк
- 72-й гвардійський мінометний дивізіон
- 5-й гвардійський винищувально-протитанковий артилерійський дивізіон
- Корпусні частини:
  - 4-й окремий гвардійський дивізіон зв'язку
  - 196-й автотранспортний батальйон (з 04.09.1943)
  - 353-я польова авторемонтна база, (з 29.05.1944)
  - авіаланка зв'язку (з 04.09.1943)
  - 408-й банно-пральний загін
  - 39-й польовий автохлібозавод (з 10.04.1943)
  - 1278-а польова каса Держбанку
  - 2357-а військово-поштова станція

## Командування
- Командири корпусу:
  - Селіванов Олексій Гордійович, генерал-майор, з 18.02.1944 року — генерал-лейтенант (15.11.1942 — 04.05.1944, захворів на туберкульоз);
  - Горшков Сергій Ілліч, генерал-майор, з 13.09.1944 року — генерал-лейтенант

(05.05.1944 — 09.05.1944).
- Начальники штабу корпусу:
  - Дуткін Олексій Іванович, генерал-майор (увесь час).

## Нагороди і почесні звання
- Будапештський  (Наказ ВГК СРСР від 05.04.1945);
- Орден Червоного Прапора (Указ Президії ВР СРСР від 12.02.1944) — за зразкове виконання бойових завдань командування в боях за звільнення міста Звенигородка й виявлені при цьому доблесть і мужність.
- 8 подяк Верховного Головнокомандувача СРСР.

## Герої корпусу
За бойові заслуги близько 32 тис. воїнів корпусу були нагороджені орденами та медалями СРСР, 11 осіб удостоєні звання Героя Радянського Союзу:
- Білий Спиридон Юхимович — гвардії лейтенант, командир батареї 150-го гвардійського винищувально-протитанкового артдивізіону (Указ Президії ВР СРСР від 19.03.1944 року).
- Іринін Олександр Іванович — гвардії сержант, навідник станкового кулемета 2-го ескадрону 47-го гвардійського кавполку 12-ї гвардійської кавдивізії (Указ Президії ВР СРСР від 13.09.1944 року).
- Коротков Іван Никонович — молодший сержант, командир відділення взводу розвідки 223-го кавполку 63-ї кавдивізії (Указ Президії ВР СРСР від 13.09.1944 року).
- Кузнецов Петро Григорович — гвардії старший сержант, командир 2-го взводу 1-го ескадрону 43-го гвардійського кавполку 12-ї гвардійської кавдивізії (Указ Президії ВР СРСР від 24.03.1945 року).
- Недорубов Костянтин Йосипович — гвардії лейтенант, командир 4-го ескадрону 41-го гвардійського кавполку 11-ї гвардійської кавдивізії (Указ Президії ВР СРСР від 26.10.1943 року).
- Оганьянц Грант Аракелович — капітан, командир танкової роти 71-го танкового полку 11-ї гвардійської кавдивізії (Указ Президії ВР СРСР від 24.03.1945 року).
- Огурцов Василь Васильович — гвардії старший сержант, командир відділення 1-го взводу 4-го ескадрону 45-го гвардійського кавполку 12-ї гвардійської кавдивізії (Указ Президії ВР СРСР від 24.03.1945 року).
- Рижаков Василь Омелянович — гвардії старший сержант, командир гармати арт. батареї 43-го гвардійського кавполку 12-ї гвардійської кавдивізії (Указ Президії ВР СРСР від 13.09.1944 року).
- Рогов Михайло Софронович — старшина 3-го ескадрону 223-го кавполку 63-ї кавдивізії (Указ Президії ВР СРСР від 24.03.1945 року).
- Савченко Микола Ілліч — гвардії козак, командир гармати 1-ї батареї 106-го окремого гвардійського кінно-артилерійського дивізіону 11-ї гвардійської кавдивізії (Указ Президії ВР СРСР від 09.03.1943 року).
- Сапунов Микола Андрійович — гвардії лейтенант, командир взводу 47-го гвардійського кавполку 12-ї гвардійської кавдивізії (Указ Президії ВР СРСР від 13.09.1944 року).